# Paul Telfer
Paul Telfer (født 30. oktober 1979, Paisley, Skotland) er en skotsk-født skuespiller, som har boet og levet i Storbritannien og USA. Telfer dimitterede i 1999 fra University of Kent at Canterbury med en "First Class honours" i filmstudier.
Han har optrådt i to episoder af Sky One-serien: Is Harry on the Boat? (som Matt, et flot besætningsmedlem på flyet, som uheldigvis er dårlig til at danse) og i Mile High (som Rory, en mandlig stripper).
Han har også medvirket i flere oldhistoriske og mytologiske serier; som Gannicus i mini-serien Spartacus fra 2004, som Hefastion i filmen Young Alexander the Great fra 2007 og som hovedpersonen i mini-serien Hercules fra 2007.
I 2007 optrådte han i 5 episoder af tv-serien Hotel Babylon (som Luke, en mindre tillidsfuld piccolo) og også i tv-serien NCIS. Han spillede Sømandskorporal Damon Werth, en psykotisk sømand, som for nylig vendte hjem fra en irakisk-tour of duty, som opdager at regeringen har gang i nogle farlige eksperimenter.
Han har også boet i New Zealand igennem de sidste 5 år og har været medforfatter til en del teateropsætninger. Udover skuespil, så har han også optrådt nøgen i kvindebladet  Cosmopolitan for at støtte op om testikel- og prostatakræft.
Telfer er i et langvarigt forhold med West End og Broadway skuespilleren Carmen Cusack.

## Trivia
- Er 1,85 m høj.
- Tidligere jobs: sælger, maler og lærer.
- Kommer fra samme hjemby som Gerard Butler.

## Filmografi
| År   | Titel                     | Rolle                       | Bemærkninger            |
| ---- | ------------------------- | --------------------------- | ----------------------- |
| 2002 | Is Harry on the Boat?     | Matt                        | Medvirkede i 1 episode  |
| 2003 | Mile High                 | Rory                        | Medvirkede i 1 episode  |
| 2004 | Spartacus                 | Gannicus                    | Mini-serie              |
| 2005 | Hercules                  | Herkules                    | Mini-serie              |
| 2007 | Hotel Babylon             | Luke Marwood                | Medvirkede i 5 episoder |
| 2007 | NCIS                      | Sømandskorporal Damon Werth | Medvirkede i 1 episode  |
| 2007 | Young Alexander the Great | Hefastion                   |                         |
| 2008 | Miss Conception           | Luca                        |                         |
| 2011 | Son of Morning            | Glenn                       |                         |